# Gaetanus latifrons
Gaetanus latifrons är en kräftdjursart som beskrevs av Georg Ossian Sars 1905. Gaetanus latifrons ingår i släktet Gaetanus och familjen Aetideidae. Inga underarter finns listade i Catalogue of Life.